# Bradypterus
Bradypterus è un genere di piccoli uccelli insettivori della famiglia Locustellidae. In precedenza era un genere inserito nei Sylviidae, che all'epoca tassone di scarto per i Sylvioidea. L'areale di questo genere si estende nelle regioni calde dall'Africa all'Oceano Indiano fino all'Asia.
Le specie di questo genere sono imparentate con quelle facenti parte dei generi Locustella e Megalurus, ma condividono stile di vita, adattamenti e apomorfie maggioritariamente con le specie facenti parte della famiglia Cettiidae, questi ultimi appartenenti a un lignaggio più antico dei Sylvioidea. Sono uccelli di piccole dimensioni, ben adattati ad arrampicarsi tra gli arbusti, dalla coda lunga e che, a prima vista, ricordano per conformazione gli scriccioli.
Quasi tutte le specie facenti parte questo genere presentano comportamenti piuttosto terrestri, vivendo in habitat ricchi di vegetazione, come foreste fitte e canneti. La colorazione del piumaggio e il loro stile di vita furtivo rendono questi uccelli difficili da vedere e da identificare in libertà.
Questo genere si caratterizza per avere piume che tendono al marrone grigiastro nella parte superiore e al grigio chiaro nella parte inferiore con pochi disegni superficiali, eccezion fatta per il supercilium. Complessivamente, sembrano molto simili alle specie più semplici tra gli Acrocephalus per quanto riguarda la colorazione. I cettidi tendono a essere un po' più compatti, con code meno appuntite, ma per il resto sono molto simili.

## Specie
Questo genere contiene 13 specie:
- Bradypterus alfredi Hartlaub, 1890
- Bradypterus centralis Neumann, 1908
- Bradypterus baboecala (Vieillot, 1817)
- Bradypterus bangwaensis Delacour, 1943
- Bradypterus barratti Sharpe, 1876
- Bradypterus brunneus (Sharpe, 1877)
- Bradypterus carpalis Chapin, 1916
- Bradypterus cinnamomeus (Rüppell, 1840)
- Bradypterus grandis Ogilvie-Grant, 1917
- Bradypterus graueri Neumann, 1908
- Bradypterus lopezi (Alexander, 1903)
- Bradypterus seebohmi (Sharpe, 1879)
- Bradypterus sylvaticus Sundevall, 1860